# Herb Krasnobrodu
Herb Krasnobrodu – jeden z symboli miasta Krasnobród i gminy Krasnobród w postaci herbu, zatwierdzony w 1995 przez radę miasta po odzyskaniu praw miejskich.

## Wygląd i symbolika
Tarcza herbowa jest czerwona, na której widnieje złoty, stylizowany na majuskułę, monogram K symbolizujący inicjał nazwy miasta.

## Historia
Dawny herb Krasnobrodu nie jest znany. Po raz pierwszy jego wizerunek pojawił się w „albumie historycznym” wydanym w 1847 (nie była to jednak wersja zatwierdzona, a jedynie projekt). Przedstawiał on pług (sochę) koloru złotego, o ostrzach srebrnych na zielonym polu.
Dopiero w lutym 1995 ówczesna Rada Gminy w Krasnobrodzie zatwierdziła nowy herb miejscowości – złotą literę K na czerwonym polu.